# بارداگون
بارداگون (به لاتین: Bardagon) یک منطقهٔ مسکونی در روسیه است که در استان آمور واقع شده‌است.